# Прийшов час перевірити кохання
«Прийшов час перевірити кохання» (серб. Дошло доба да се љубав проба) — сербська кінокомедія, другий фільм серіалу «Божевільні роки».
Режисер — Зоран Чалич, сценарист — Йован Маркович.

## Сюжет
Продовження романтичної історії кохання між старшокласниками, Бобою і Марією. Батьки Марії, рафіновані інтелігенти Мілан і Єлена, забороняють дівчині зустрічатися з Бобою, сином простого сантехніка Жики і колишньої селянки Дари. Але закохані завжди знаходять можливість подолати батьківські заборони.
Якщо перший фільм серіалу був драмою, то вже у другому починають з'являтися комічні сцени. Одна з найяскравіших - спроба Жики і Дари грати аристократів, щоб справити позитивне враження на Мілана і Єлену.

## Зовнішні посилання
- IMDB, Прийшов час перевірити кохання [Архівовано 23 серпня 2012 у Wayback Machine.]